# Tom Ballard (escalador)
Tom Ballard (Belper, Inglaterra; 16 de octubre de 1988 - Nanga Parbat, entre 24 de febrero y 9 de marzo de 2019) fue un alpinista inglés, el primero en escalar las seis principales caras norte alpinas en solitario en una sola temporada de invierno. En febrero de 2019, Ballard desapareció durante el mal tiempo en una expedición a Nanga Parbat, en la región paquistaní de Cachemira. Su cuerpo fue descubierto en el espolón Mummery de la montaña el 9 de marzo de 2019.

## Primeros años
Ballard nació en Belper, en el condado inglés de Derbyshire, en 1988, hijo de los alpinistas Jim Ballard y Alison Hargreaves, que alcanzó la fama por ser la primera mujer en ascender en solitario al Everest y por completar las primeras ascensiones en solitario de las seis caras norte alpinas en una sola temporada de verano. Su madre murió en un accidente de escalada en el K2 el 13 de agosto de 1995. Ballard también tenía una hermana, Kate.
En 1995, la familia de Ballard se trasladó cerca de Fort William, en Escocia, antes de trasladarse a los Alpes en 2009, y después a Val di Fassa, en los Dolomitas. En Val di Fassa conoció a su prometida Stefania Pederiva, hija del guía alpino Bruno Pederiva.

## Carrera
Desde muy pronto, Ballard comenzó a crear nuevas rutas de escalada en roca, escalada mixta y alpinismo en los Alpes, los Dolomitas y el Himalaya. Escaló una nueva ruta en roca en el Eiger en 2009, bautizándola como "Siete pilares de sabiduría", y completó la primera escalada en solitario de la ruta invernal del Eiger "Piola-Sprungli" en 2010. A esto le siguió en 2013 una primera ascensión libre en invierno de "Olimpia - going for gold" en Catinaccio, en los Dolomitas, y una nueva ruta en el Agassizhorn, en el Oberland Bernés, que bautizó como "¡Si Gengis puede, nosotros también!".
De diciembre de 2014 a marzo de 2015, durante un proyecto conocido como "Starlight and Storms", Ballard escaló las seis principales caras norte alpinas (Tres Cimas de Lavaredo, Piz Badile, el Cervino, las Grandes Jorasses, la Aiguille du Dru y el Eiger) en solitario, siendo la primera persona en completar esta hazaña en una sola temporada invernal sin equipo de apoyo. Una película que narraba este proyecto, Tom, ganó varios premios en festivales internacionales de cine.
En 2016, Ballard estableció varias rutas nuevas de roca, mixtas y de herramienta seca. Estableció una nueva escalada en roca de 26 largos "Dirty Harry" en la cara noroeste del Civetta y una nueva ruta mixta "Titanic" en la cara norte del Eiger. También creó la que en su momento fue la escalada en dry tool más dura del mundo, "A line above the sky" en los Dolomitas. Intentó la cara noreste de Link Sar en Pakistán, hasta entonces sin escalar, con el escalador italiano Daniele Nardi en 2017, pero no consiguió llegar a la cima.

## Desaparición y muerte en el Nanga Parbat
En 2019, mientras escalaban juntos de nuevo, Nardi y Ballard desaparecieron durante el mal tiempo en una expedición al Nanga Parbat. La última comunicación con los escaladores se produjo el 24 de febrero. Los amigos recaudaron aproximadamente 148 000 euros para financiar una misión de búsqueda. El intento de rescate, que comenzó el 28 de febrero, contó con la participación de aviones teledirigidos de gran altitud, helicópteros y montañeros a pie, pero se vio obstaculizado por las fuertes nevadas y el enfrentamiento militar entre Pakistán y la India. Aunque el primer día de la búsqueda se vio una tienda de campaña para tres personas, no estaba claro si pertenecía a Ballard y Nardi. El 6 de marzo se suspendió la búsqueda sin que se les encontrara.
Al día siguiente, el alpinista vasco Alex Txikon, continuando con la búsqueda, divisó la silueta de dos cuerpos en la parte rocosa del espolón Mummery de la montaña. Después de que Txikon enviara fotografías a las familias, a Agostino Da Polenza, un alpinista italiano que había estado coordinando la búsqueda en nombre de la familia Nardi, y al embajador italiano Stefano Pontecorvo, se acordó que las figuras eran muy probablemente Nardi y Ballard, y ciertamente había que descartar una avalancha.
El 9 de marzo de 2019 se confirmó que los cuerpos de Ballard y Nardi habían sido encontrados "en un lugar de difícil acceso pero se haría todo lo posible para intentar recuperarlos". Las imágenes de los cuerpos fueron publicadas por el embajador Stefano Pontecorvo y Alex Txikon con el permiso de las familias.
En septiembre de 2021, BBC Two emitió el documental de 110 minutos The Last Mountain, dirigido por Chris Terrill, sobre la vida y la muerte de Ballard.